# 瓦爾瓦里夫卡 (沃倫斯基新城區)
50°31′37″N 27°57′34″E / 50.52694°N 27.95944°E
瓦爾瓦里夫卡（烏克蘭語：Варварівка），是烏克蘭北部的村莊，隸屬日托米爾州的茲維亞赫爾區。該村面積1.34平方公里，海拔高度215米，2001年該村落人口285。